# Херман I фон Хенеберг
Херман I фон Хенеберг (на немски: Hermann I von Henneberg; * 1224; † 18 декември 1290) от род Хенеберги е граф на Хенеберг.

## Биография
Той е син на граф Попо VII фон Хенеберг († 1245) и втората му съпруга Юта Тюрингска (1184 – 1235), вдовица на маркграф Дитрих I фон Майсен († 1221), най-възрастната дъщеря на ландграф Херман I от Тюрингия. Ландграф Хайнрих III фон Майсен (1215 – 1288) е по майчина линия негов полубрат. Граф Хайнрих III фон Хенеберг (* пр. 1226; † 9 април 1262) е по бащина линия негов полубрат, който получава старото графство Хенеберг.
Херман помага на своя чичо Хайнрих Распе при изборите за немски геген-крал, братът на майка му. Той основава новото господство около Кобург и Айзенбург, които по-късно чрез племенницата му Катарина фон Хенеберг (1334 – 1397) през 1346 г. на род Ветини.
Херман иска да бъде избран за римско-немски крал и се жени по политически причини на Петдесетница 1249 г. за Маргарета Холандска (* 1234; † 26 март 1276), дъщеря на граф Флоренс IV Холандски, сестра на Вилхелм II Холандски, който е избран през 1248 г. римско-немски геген-крал и 1254 г. за римско-немски крал.
Танхойзер споменава в стиховете си Херман I (Nr. 6 Ich mouz clagen, Vers XXIX):
| „ | An Hennenberg vil êre lît, mit tugenden wol beschoenet, grâve Herman, ouwê der zît, daz der niht wart gekroenet! | “ |

## Деца
- Херман († 1250)
- Попо VIII фон Хенеберг (1279 – 1291), граф на Хенеберг, женен в Ландсхут на 8 ноември 1277 за София от Долна Бавария (1264 – 1282), дъщеря на херцог Хайнрих I от Долна Бавария
- Юдит фон Хенеберг-Кобург (Юта) (ок. 1252 – 1312), омъжена за граф Ото V фон Бранденбург (1246 – 1298).